# Łew Szankowski
Łew Szankowski, ukr. Лев Шанковський, ps. „Ołeh Martowycz”, Олег Мартович (ur. 9 września 1903 w Dulibach, zm. 25 kwietnia 1995 w Filadelfii) – ukraiński ekonomista, dziennikarz, historyk wojskowości, współzałożyciel Ukraińskiej Głównej Rady Wyzwoleńczej.

## Życiorys
Studiował ekonomię i pedagogikę we Lwowie i Warszawie. Ukończył również szkołę oficerską Ukraińskiej Armii Halickiej oraz polska szkołę oficerską, był oficerem UHA oraz Armii Ukraińskiej Republiki Ludowej. Był uczestnikiem I pochodu zimowego. W latach 1942–1945 działał w ukraińskim podziemiu niepodległościowym, był jednym z założycieli UHWR, i współpracownikiem jej Przedstawicielstwa Zagranicznego w Niemczech i USA.
W latach 1946–1949 był docentem Ukraińskiej Wyższej szkoły Ekonomicznej w Monachium. Wyemigrował do USA, i w latach 1957–1961 był redaktorem magazynu „Prolog”, wydawanego przez Mykołę Łebedia, w latach 1968–1976 gazety „America”. Oprócz tego publikował wiele opracowań i artykułów, współpracował przy tworzeniu Encyklopedii Ukrainoznawstwa i Litopysu UPA. Był członkiem Towarzystwa Naukowego im. Szewczenki.
Odznaczony Krzyżem im. Semena Petlury, Krzyżem Żelaznym UHA, Pamiątkowym Krzyżem UHA oraz Pamiątkowym Krzyżem UPA.
Według Władysława Filara Szankowskyj w swoich pracach stwierdzał, że Ukraińska Powstańcza Armia nie prowadziła akcji mordowania Polaków, a miała jedynie potyczki z oddziałami AK.
Pochowany na cmentarzu w Bound Brook.

## Wybrane prace
- The Ukrainian Liberation Movement in Modern Times (1951)
- УПА та її підпільна література (1952)
- National Problem in the USSR (1953)
- DISINTEGRATION of the IMPERIAL RUSSIAN ARMY in 1917 (1957)
- Похідні групи ОУН (1958)
- Українська армія в боротьбі за державність  München 1958, Wyd. “Дніпрова Хвиля”
- ДО ІСТОРІЇ УКРАЇНСЬКОЇ АВІЯЦІЇ. chota.plast.org.ua. [zarchiwizowane z tego adresu (2014-02-24)]. (1968)
- Українська Галицька Армія: Воєнно-історична студія. (1974)